# Trachea luzonensis
Trachea luzonensis là một loài bướm đêm trong họ Noctuidae.